# Ajuga campylanthoides
Ajuga campylanthoides là một loài thực vật có hoa trong họ Hoa môi. Loài này được C.Y.Wu & C.Chen mô tả khoa học đầu tiên năm 1974.